# Éditions Larcier
Pour les articles homonymes, voir Larcier.
 (novembre 2014).
Si vous disposez d'ouvrages ou d'articles de référence ou si vous connaissez des sites web de qualité traitant du thème abordé ici, merci de compléter l'article en donnant les références utiles à sa vérifiabilité et en les liant à la section « Notes et références ».
Créées en 1839 par Ferdinand Larcier, les Éditions Larcier ont rapidement pris leur place sur le marché juridique belge.
Les Éditions Larcier ont été rachetées par le Groupe De Boeck en 1991. Depuis juillet 2013, les Éditions Larcier constituent, avec les Éditions Bruylant, Promoculture-Larcier et Larcier Business, le Groupe Larcier, propriété d'Ergon Capital Partners.

## Publications
Leurs publications s’adressent principalement aux professionnels du droit.
Les différentes collections des Codes, dirigées par Claude Lamberts, constituent l’offre législative Larcier.
Les revues : 67 revues sont proposées aux professionnels du droit.